# Museo del Louvre
Il Museo del Louvre (in francese Musée du Louvre, AFI: /myˈze dy luvʁ/) di Parigi, in Francia, è uno dei più celebri musei del mondo e il primo per numero di visitatori (9,6 milioni nel 2019). Si trova sulla rive droite, nel primo arrondissement, tra la Senna e rue de Rivoli.

## Descrizione
Il museo ha preso il nome dal palazzo che lo ospita. Originariamente il museo era una fortezza, costruita alla fine del XII secolo durante il regno del re capetingio Filippo II, nei rifacimenti successivi fu sede reale e governativa.
La conformazione attuale del palazzo origina dai lavori ordinati da Carlo V di Francia nella seconda metà del XIV secolo. Fu la sede effettiva della monarchia francese fino al 1682, quando Luigi XIV si trasferì nella reggia di Versailles. Il Louvre rimase comunque la sua sede formale fino al termine dell'Ancien Régime nel 1789. Fu il governo rivoluzionario a dare piena attuazione a progetti già avviati di trasformazione in museo, inaugurandolo come tale nel 1793, anche se il palazzo continuò a ospitare enti governativi fino agli anni novanta del novecento.
Per iniziativa del presidente Mitterrand fu sottoposto a lavori di ampliamento negli anni ottanta e novanta secondo il progetto denominato Grand Louvre, che comprende la caratteristica piramide di vetro e acciaio nel cortile principale. Il ruolo centrale della Francia nella storia dell'Ottocento contribuì grandemente all'accrescimento della collezione museale, che comprende alcune delle più famose opere d'arte del mondo e manufatti di grande valore storico, come la stele degli avvoltoi e quella di Hammurabi.
Vi sono esposte la Gioconda e la Vergine delle Rocce di Leonardo da Vinci, le Nozze di Cana (Veronese), due Prigioni di Michelangelo Buonarroti, Bacco e Arianna di Giambattista Pittoni, Amore e Psiche di Antonio Canova, Il giuramento degli Orazi di Jacques-Louis David, La zattera della Medusa di Théodore Géricault, La Libertà che guida il popolo di Eugène Delacroix, la Venere di Milo e la Nike di Samotracia, il Codice di Hammurabi.
La statua equestre di Luigi XIV rappresenta il punto di origine del cosiddetto Axe historique, anche se il palazzo non è allineato con l'asse stesso.

### Accesso al museo

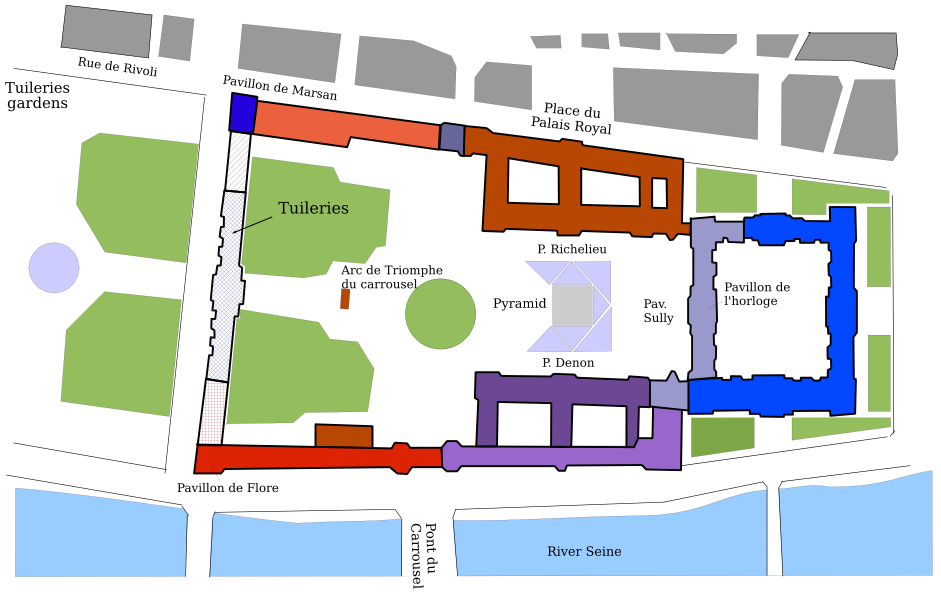
Pianta del Louvre

L'accesso principale al museo è la Hall Napoléon sotto la piramide, dove si trovano le biglietterie e gli accessi alle tre ali del museo. Vi si può arrivare direttamente dalla metropolitana, in quanto la fermata Palais Royal-Musée du Louvre porta alla zona commerciale sotterranea. Altri ingressi sono il passage Richelieu da rue de Rivoli, la porte des Lions che dà sul quai François Mitterrand e quello del jardin du Carrousel.

### Sezioni e collezioni

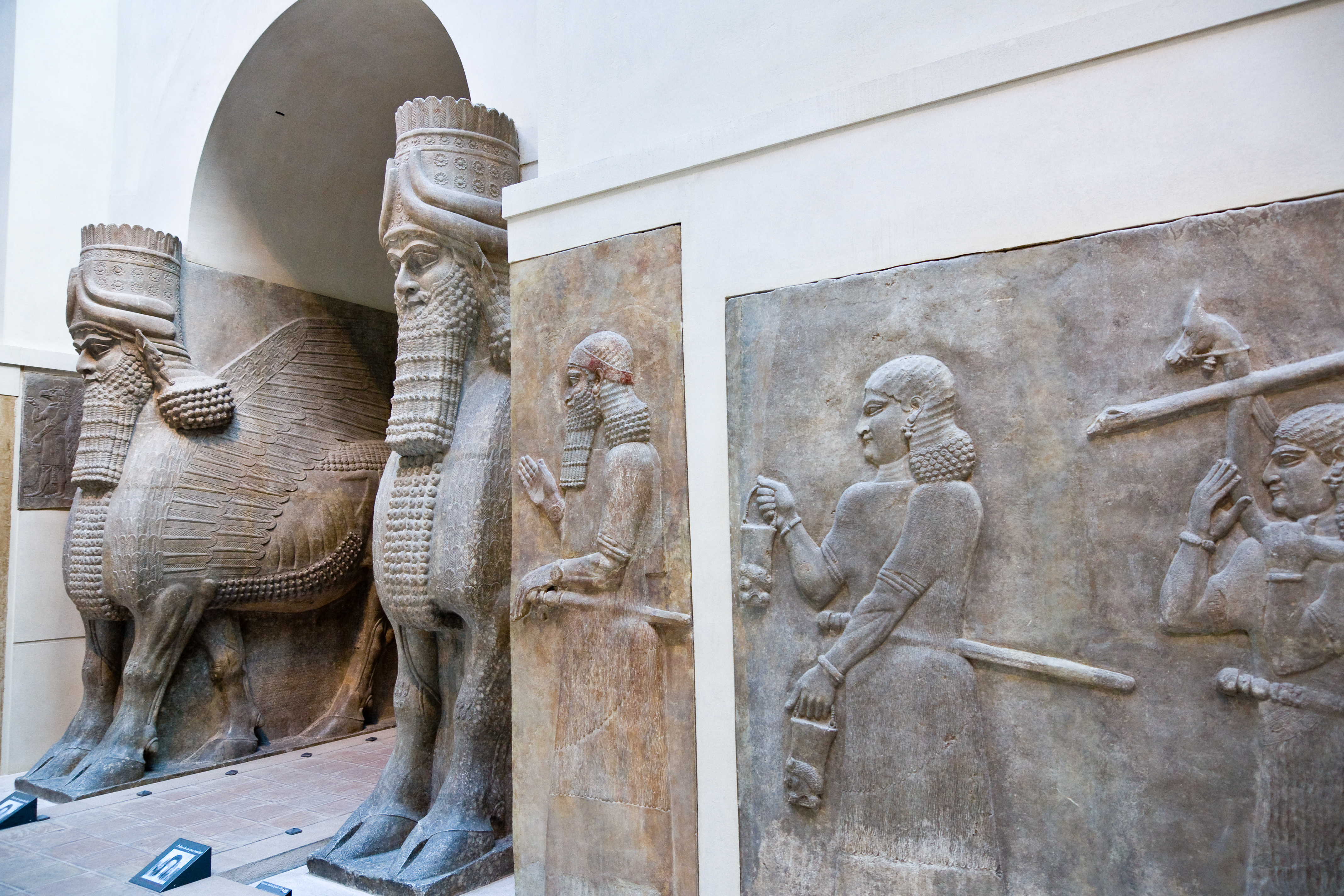
Lamassu dal palazzo di Khorsabad (713-707 a.C. ca.)

La collezione del Museo del Louvre comprende oltre 380 000 oggetti e opere d'arte.
Sono in esposizione permanente 35 000 opere, scelte dai curatori delle sue otto sezioni, ed esibite nei 60600 m² a loro dedicati.
Il vanto del museo è la sua raccolta di 11 900 dipinti (6 000 in esposizione permanente e i rimanenti conservati in deposito), che rappresenta la seconda più grande collezione di arte pittorica del mondo dopo quella del Museo dell'Ermitage di San Pietroburgo in Russia.
La sezione stampe e disegni è stata notevolmente ampliata nel 1935, grazie alla donazione della collezione del barone Edmond James de Rothschild (1845 – 1934) che comprendeva più di 40 000 incisioni, quasi 3 000 disegni e 500 libri miniati.
Il museo del Louvre dispone di un grande gruppo di mecenati, costituito da associazioni e aziende. L'associazione "Amici del museo" ha comprato più di 700 opere per arricchirlo e aiutarlo finanziariamente.

## Storia

### Le origini
Il Palazzo del Louvre è il frutto di una serie di costruzioni realizzate nel corso degli ultimi 800 anni.
La vera origine del termine louvre è dibattuta. Altre località francesi portano il medesimo nome. La più conosciuta fa derivare louvre dal latino lupara, cioè "luogo abitato dai lupi". Un'altra ipotesi è quella di Sauval che propone che il nome derivi dall'antico termine anglo-sassone leouar che significava castello o fortezza. Edwards, invece, sostiene che il nome derivi dal termine rouvre, che significa quercia, e che si riferisca al fatto che originariamente il palazzo era stato costruito in un bosco.
Si ipotizza che il re Filippo II abbia parlato della costruzione chiamandola L'Œuvre (in francese il capolavoro), perché era il palazzo più grande di Parigi nel XII secolo.
In ogni caso, una struttura che serviva da fortezza fu edificata tra il 1190 e il 1202 sotto il regno di Filippo II, allo scopo di difendere Parigi dalle incursioni normanne. Non è certo se si trattasse proprio del primo edificio innalzato in quel punto, anche se alcune fonti del tempo si riferiscono al primo Louvre come alla "Nuova Torre", che indicherebbe che in precedenza esistesse una "Vecchia Torre". L'unica parte tuttora rimasta di quell'edificio sono le fondamenta dell'angolo sud-orientale del palazzo. In seguito la struttura venne ampliata, principalmente per opera di Carlo V che nel 1358 fece costruire un muro difensivo attorno alla fortezza e trasformò il Louvre in una sontuosa residenza reale, anche se sovrani di epoca successiva la utilizzarono come prigione.

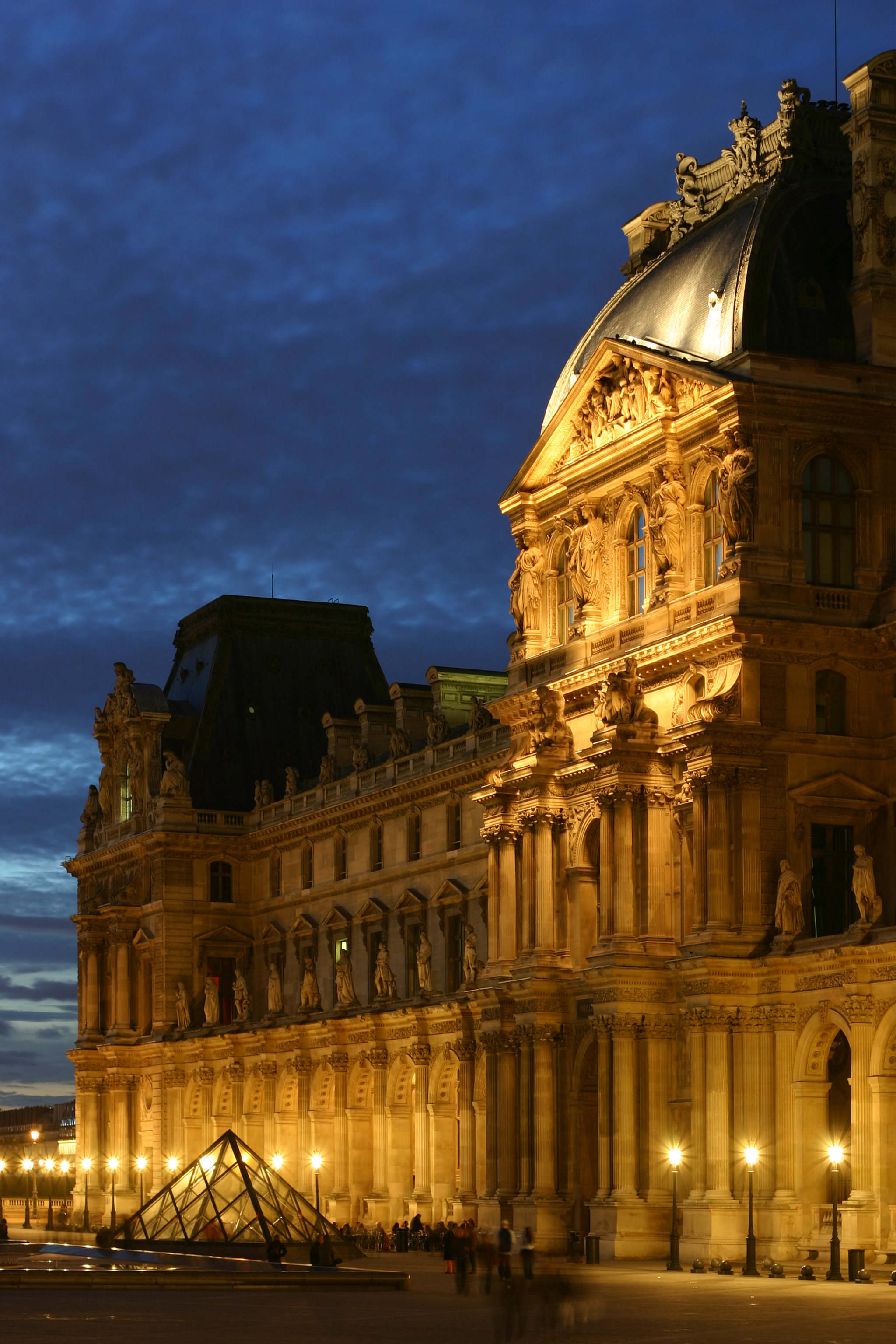
L'ala Richelieu del Louvre di notte

Luigi IX (San Luigi) e Francesco I fecero aggiungere rispettivamente una prigione sotterranea e un edificio collaterale. Francesco fece inoltre ricostruire il Louvre secondo il progetto dell'architetto Pierre Lescot. Dopo la morte di Francesco, sopraggiunta nel 1547, il suo successore Enrico II mantenne il progetto dell'architetto e fece completare le ali occidentale e meridionale decorandole con i bassorilievi di Jean Goujon.
L'opera di rinnovamento di Lescot modificò la struttura del Louvre da quella tipica di una fortezza a quella attuale.
Nel 1594 re Enrico IV fece unire il Palazzo del Louvre con il Palazzo delle Tuileries, che era stato fatto costruire da Caterina de' Medici. Questo grande progetto richiese la costruzione della Grande Galerie che unì quindi il Pavillon de Flore all'estremità meridionale del complesso con il Pavillon de Marsan che si trova invece a quella settentrionale. Secondo gli storici dell'epoca l'edificio era uno dei più lunghi del mondo.

Nel 1624 Jacques Lemercier progettò la Cour Carrée, che fu chiusa da altre tre ali da Louis Le Vau (originariamente a due piani, ma in seguito rialzate): la corte, realizzata sotto i regni di Luigi XIII e Luigi XIV, quadruplicò le dimensioni dell'antico cortile interno. I lavori si interruppero quando Luigi XIV scelse Versailles come propria residenza. Il Louvre rimase così immutato fino al XVIII secolo quando, su iniziativa di Luigi XV iniziò la sua trasformazione in museo. I lavori tuttavia non procedettero molto fino alla Rivoluzione francese.

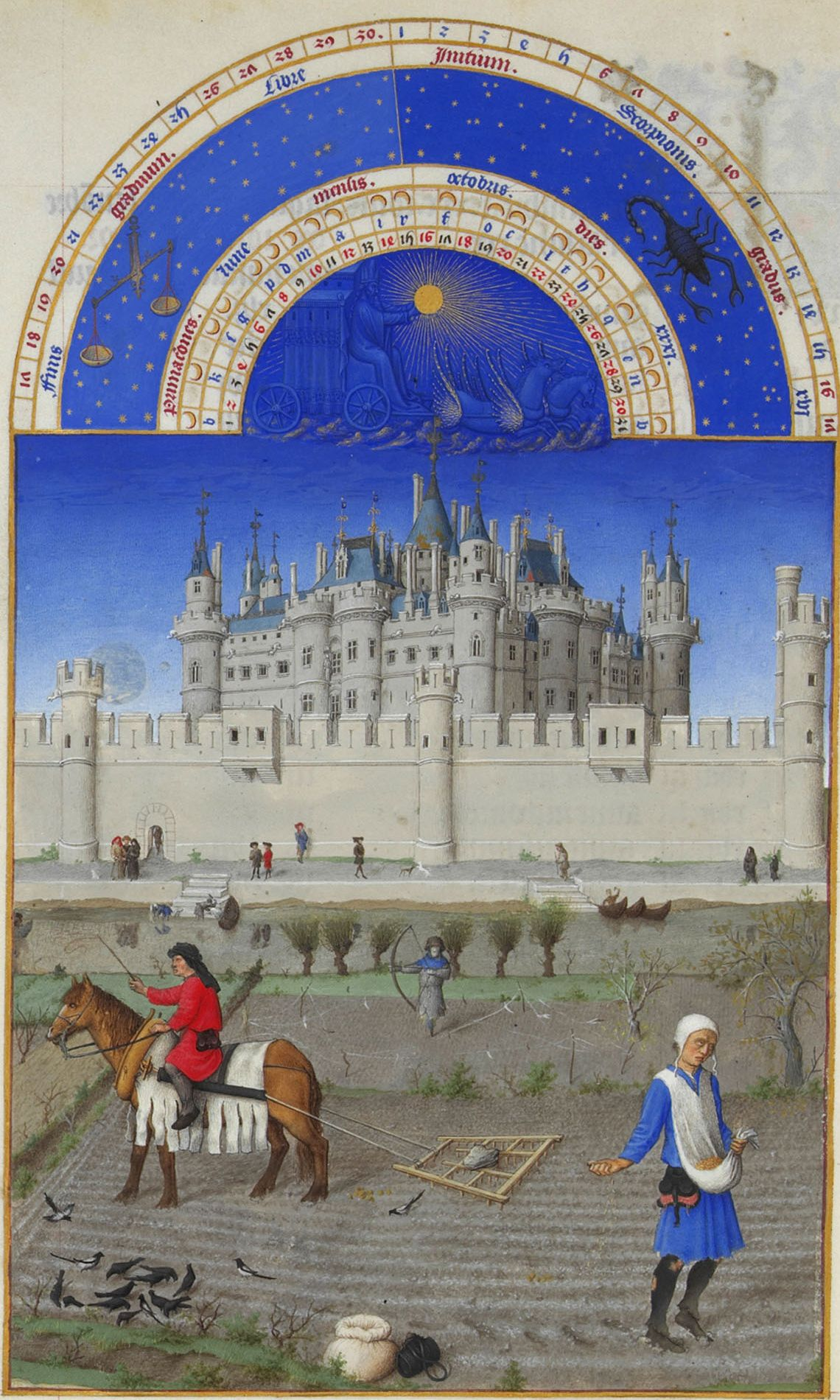
Il castello del Louvre come appariva nel XV secolo, tratto da Les Très Riches Heures du duc de Berry
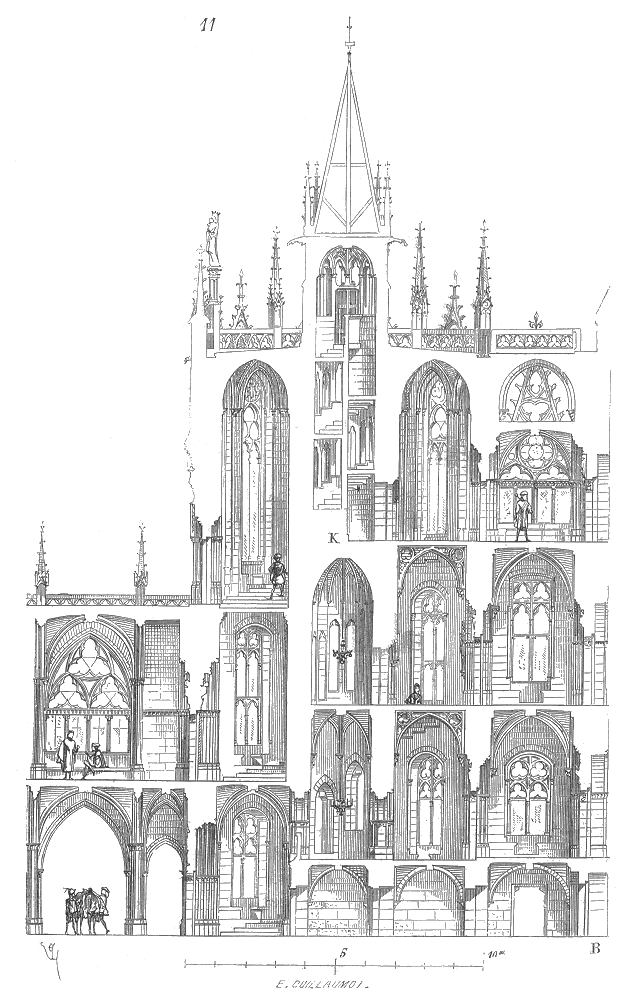
Interni del castello del Louvre, come immaginati da uno studio di Viollet-le-Duc
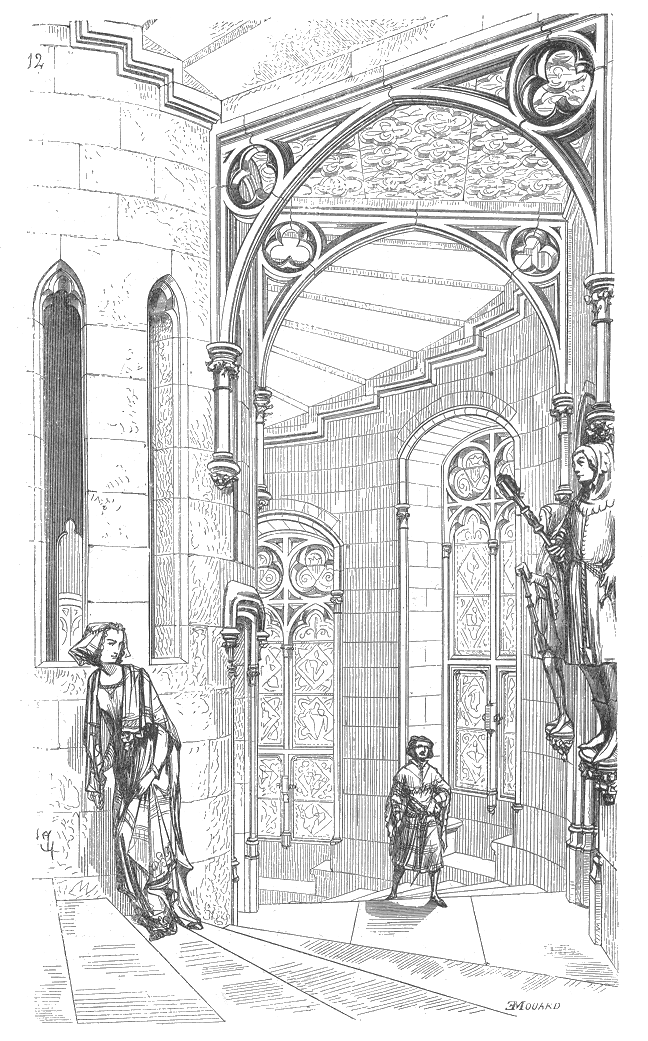
Scalone del Torrione centrale, come immaginate da Viollet-le-Duc
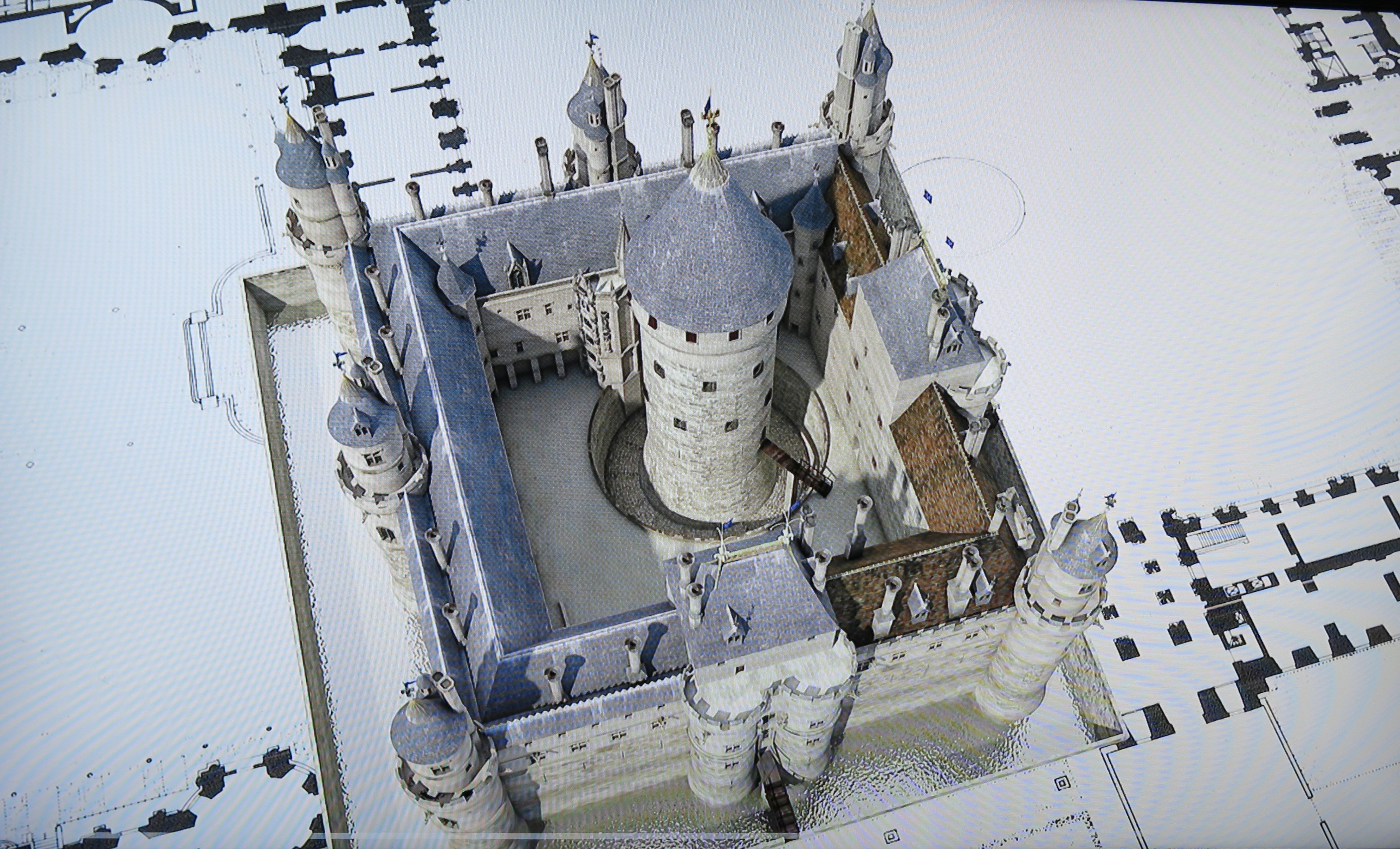
Modellino del Louvre medievale ai tempi di Carlo V
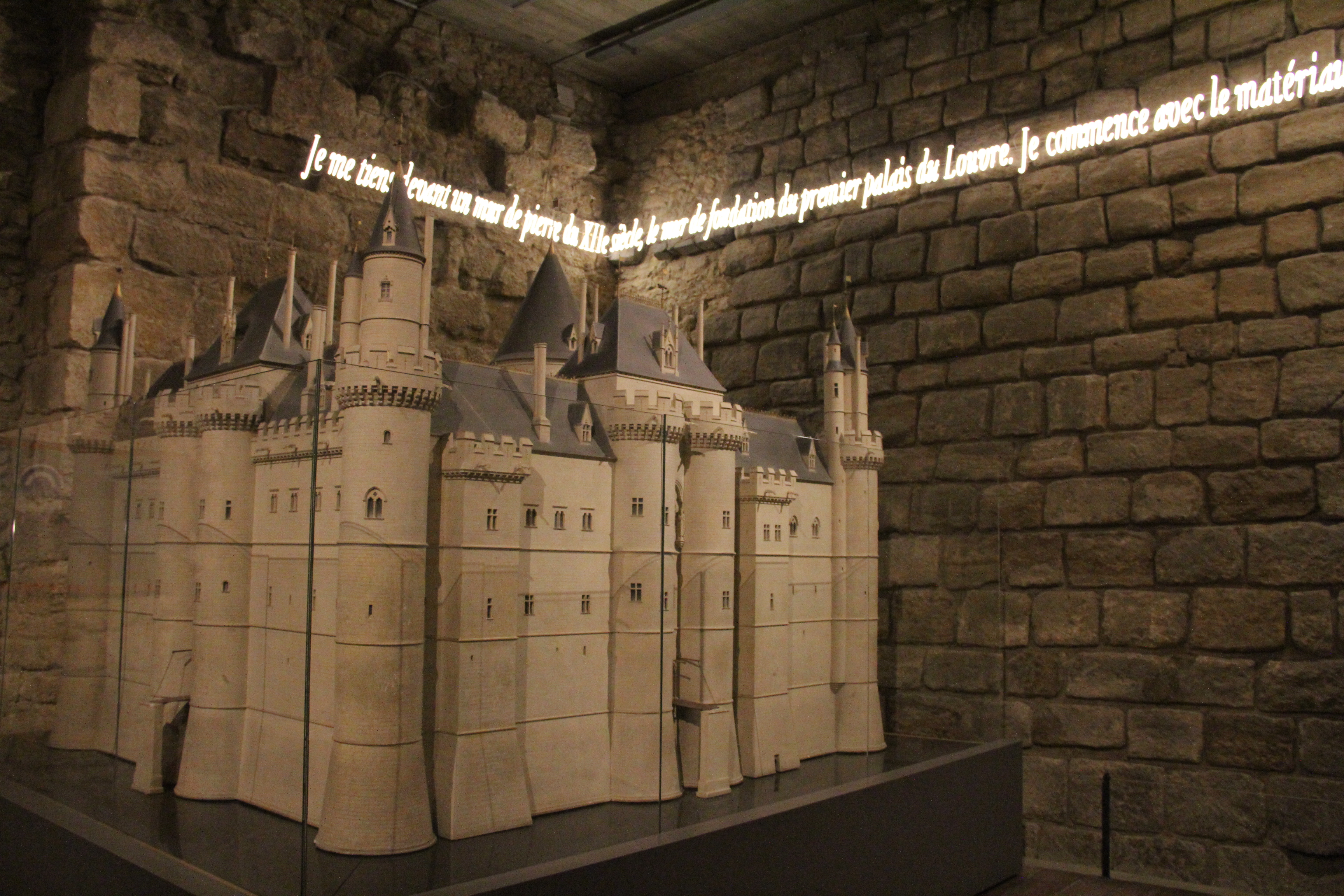
Modello del Louvre nel XV secolo
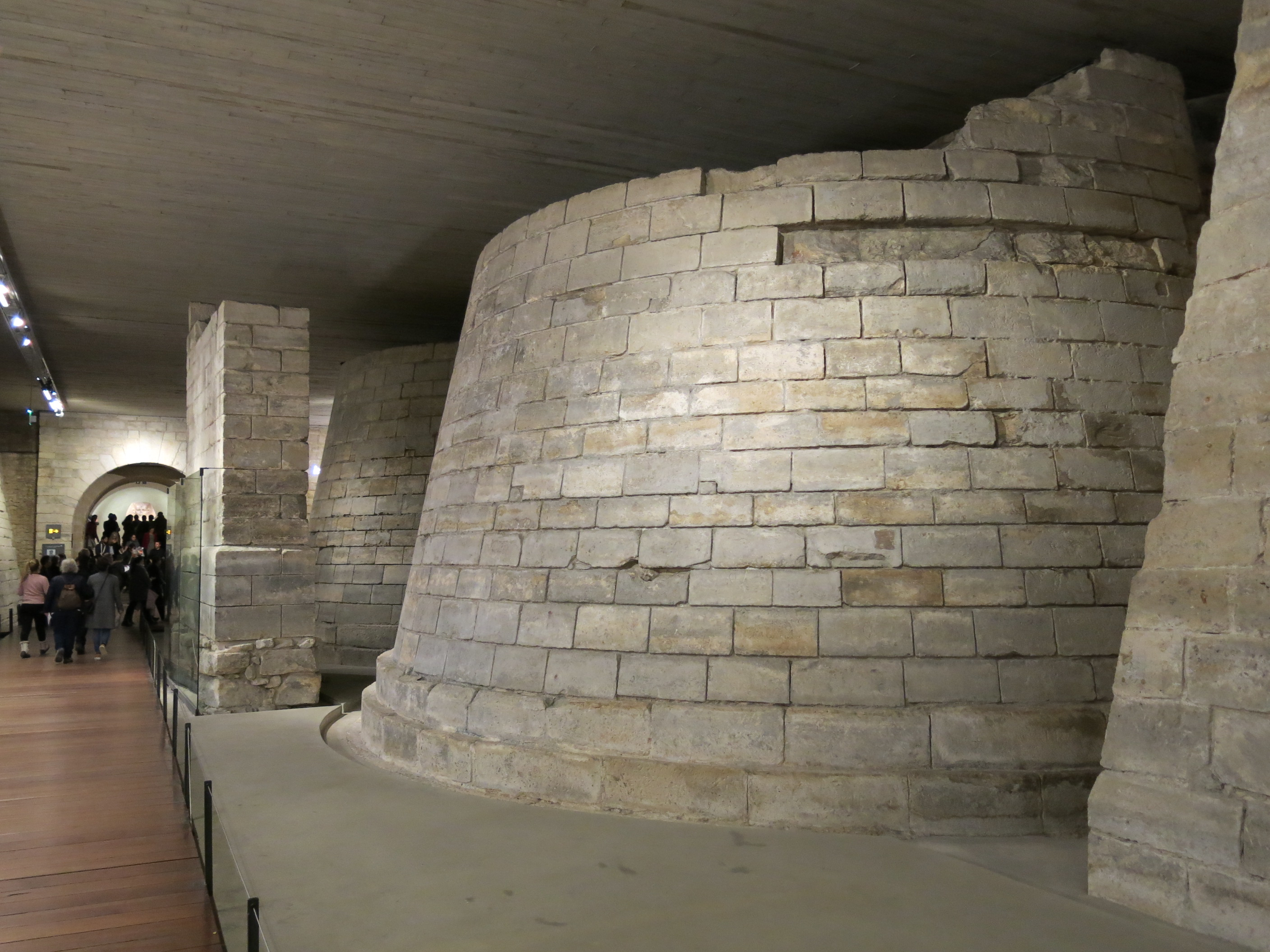
Resti delle mura e delle torri medievali, abbattute tra il XVI e il XVIII secolo per far posto al Louvre odierno
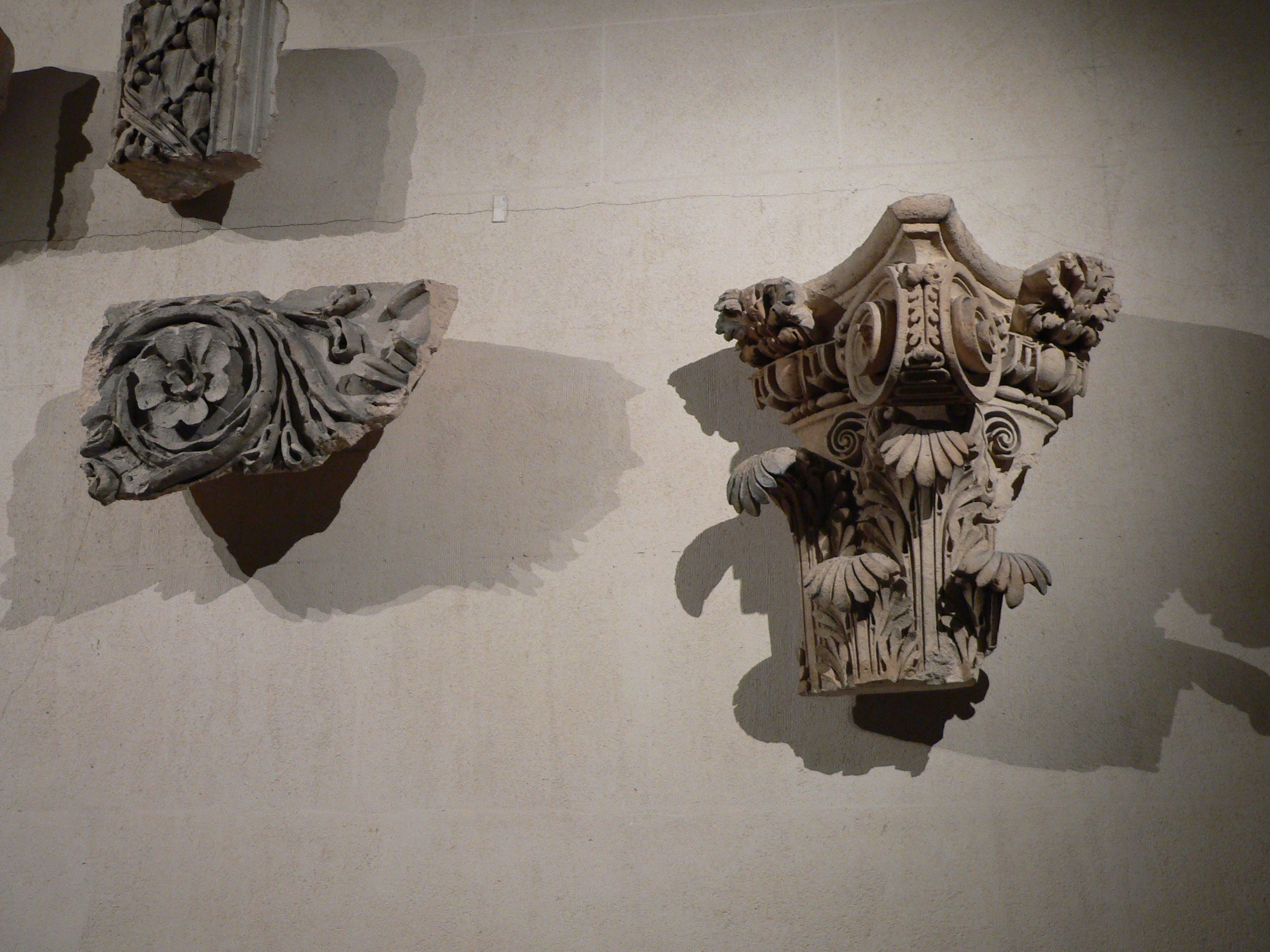
Capitelli appartenenti al periodo medievale del Louvre
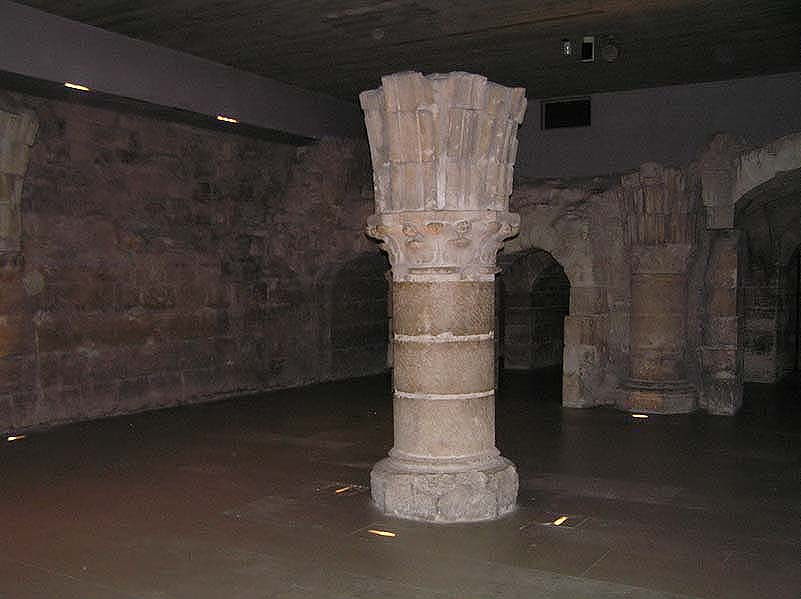
Resti di un colonnato interno
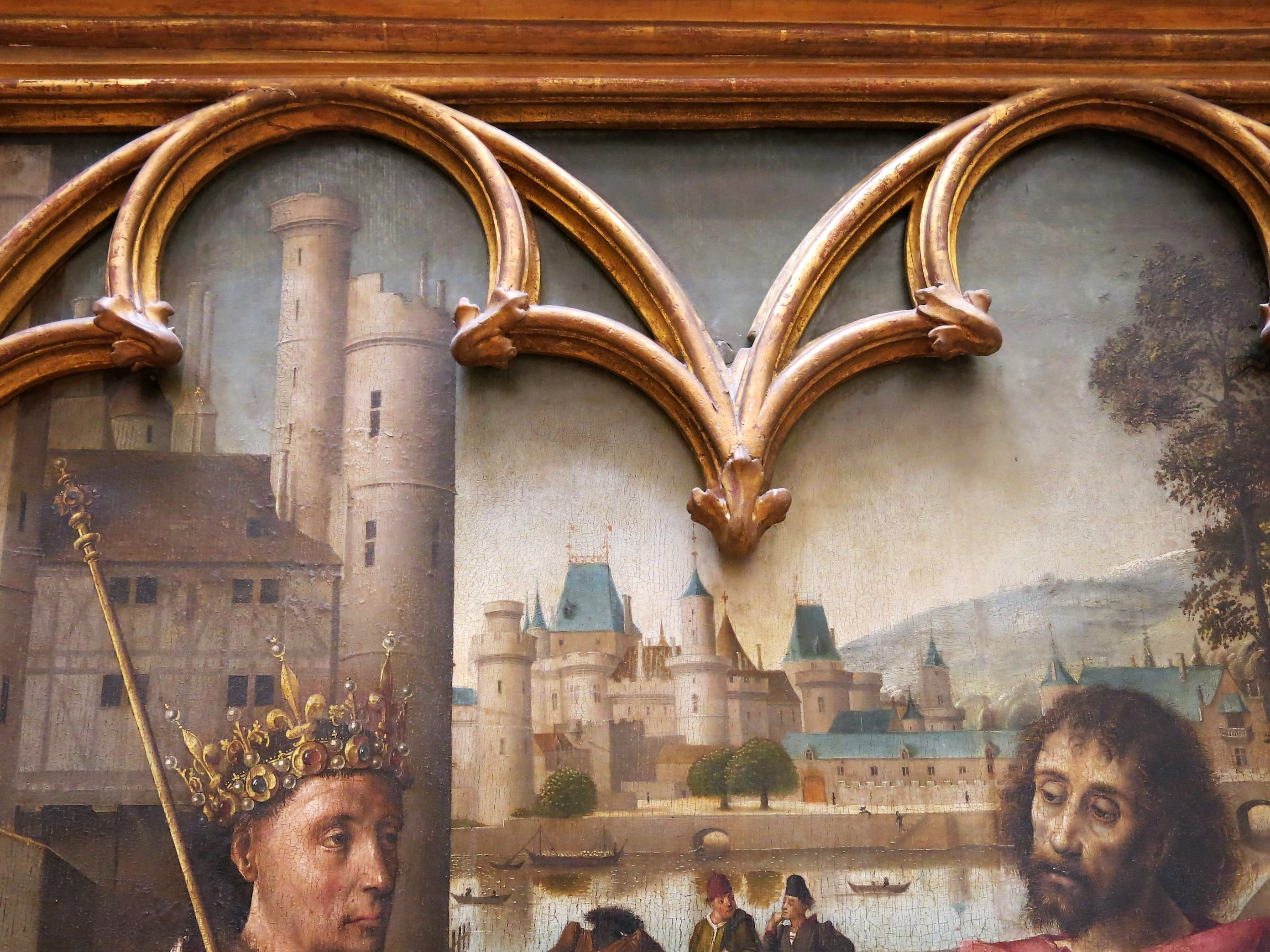
Scorcio della Torre di Nesle e del Castello del Louvre in un dipinto del tardo XV secolo
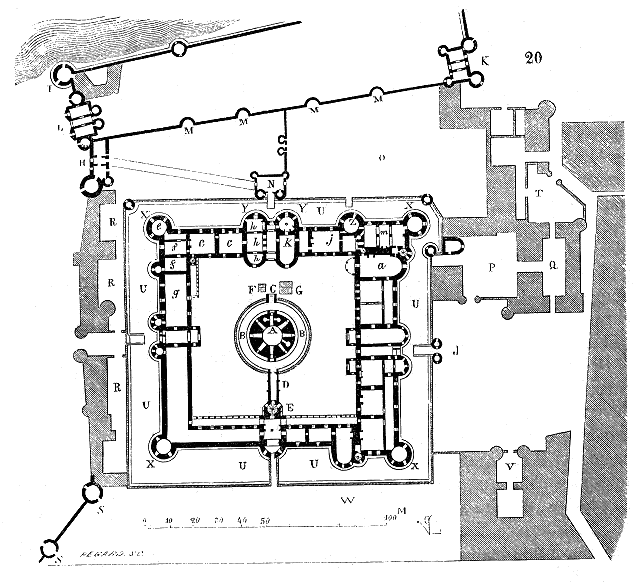
Planimetria del castello

### La Rivoluzione francese
Nel maggio 1791 l'Assemblea nazionale costituente decretò che Louvre e Tuileries avrebbero formato il Palazzo Nazionale, destinato a residenza del re e a ospitare un'esposizione di scienze e arti a scopo educativo. I sostenitori dell'idea miravano a dimostrare la superiorità del nuovo regime sul vecchio, che nei decenni precedenti non era riuscito a completare la trasformazione in museo, e a fare di Parigi la capitale delle arti e una nuova Atene.
Il Ministro dell'interno Roland nominò una commissione di sei membri per sovrintendere ai lavori. Gli avvenimenti successivi contribuirono all'accelerazione del processo, anche grazie alla confisca di opere d'arte alla Chiesa e agli émigré. Nell'aprile 1793 a Roland succedette Garat e il museo aprì le sue porte il 10 agosto 1793, in occasione di un festival per la celebrazione del primo anniversario della repubblica. Da novembre dello stesso anno fu ufficialmente Musée central des Arts de la République.
Dal 1794 in poi le vittorie dell'esercito rivoluzionario francese fecero affluire in patria un numero sempre maggiore di opere d'arte provenienti da tutta Europa, con l'obiettivo di trasformare il museo nel più importante del continente.
Particolarmente significativo fu l'arrivo nella collezione di tanti capolavori oggetto delle spoliazioni napoleoniche in Italia, tra cui anche il Gruppo del Laocoonte e l'Apollo del Belvedere che facevano parte della collezione papale, giunti a Parigi nel luglio 1798 e accolti con fastose cerimonie (per l'occasione venne anche realizzato un vaso di Sèvres celebrativo).
Uguale sorte toccò al gruppo bronzeo dei Cavalli di San Marco a Venezia e ai tanti capolavori nelle varie corti italiane: Raffaello, Perugino, Andrea del Sarto, Tiziano, Moroni, Correggio, i Carracci, Guercino, Domenichino, Guido Reni, Taddeo Gaddi, Lorenzo Monaco, Benozzo Gozzoli, e molti altri.
Il gran numero di queste opere costrinse i curatori del museo a riorganizzare l'esposizione. Il palazzo fu restaurato e inaugurato nel 1800, per essere poi ribattezzato "Musée Napoléon" nel 1802.
La collezione continuò a crescere sotto la direzione di Vivant Denon, grazie ad acquisizioni regolari e altre forzose (ad esempio la cessione forzata di parte della Collezione Borghese, però pagata da Napoleone più del doppio dell'estimazione fatta da Vivant-Denon) perseguendo il proposito di creare un museo delle arti universale, che racchiudesse tutte le sculture migliori.
Bonaparte infatti aveva dato disposizione di prelevare sculture, piuttosto che dipinti antichi. Vivant-Denon, più interessato alle pitture, riuscì a riunire un'eccezionale collezione, prelevando opere nelle grandi collezioni tedesche (Kassel, Braunschweig e Berlino), austriache e nelle chiese italiane (nel 1811 fece un viaggio in Toscana con lo scopo di prelevare opere dei primitivi del Duecento e del Trecento, all'epoca quasi dimenticati).
La Grande galerie lunga quattrocento metri fu adattata dall'architetto di Napoleone, Fontaine, e fu pronta per il matrimonio imperiale del 1810. La galleria era divisa in tre sequenze: scuola francese, scuole del Nord, scuola italiana.
La collezione si ridusse però notevolmente quando quasi tutte le opere requisite durante le guerre dovettero essere rese ai legittimi proprietari dopo la sconfitta di Napoleone a Waterloo nel 1815: più di 5 000 opere d'arte vennero infatti restituite. Antonio Canova fu incaricato del recupero e riuscì a riportare in patria molti dei capolavori italiani. Di molti tuttavia fu impossibile ottenere la restituzione, come ad esempio le Nozze di Cana di Paolo Veronese.
Per quanto riguarda i regni italiani, su 506 dipinti ne fu restituita solamente la metà, 249 opere; i rimanenti 248 (per la gran parte dallo Stato Pontificio) sono rimasti in Francia e nove furono dichiarati smarriti.

### IlGrand Louvree la piramide
Verso il 1874-75, con la ricostruzione del Pavillon de Flore e del Pavillon de Marsan, distrutti durante la Terza Repubblica francese, il palazzo aveva raggiunto la conformazione attuale grossomodo rettangolare. A est il pavillion Sully (da Massimiliano di Béthune, duca di Sully), di forma quadrangolare con al centro la piazza Cour Carrée, a nord e a sud due ali, rispettivamente la Richelieu, che dà su Rue Rivoli, e la Denon, che dà sulla Senna, a comprendere la Cour Napoléon, il grande cortile centrale.
Negli anni ottanta, il presidente Mitterrand propose come una delle sue Grandes Opérations d'Architecture et d'Urbanisme il rinnovamento dell'intera area. Il progetto fu ideato da Ieoh Ming Pei e comprendeva una piramide di vetro e acciaio posizionata nella Cour Napoléon, a illuminare un grande atrio sotterraneo che avrebbe funto da nuovo ingresso principale, oltre al Carrousel du Louvre, una vera e propria città sotterranea con negozi, bar, servizi, auditorium, una grande libreria e una sala per le esposizioni temporanee. Il progetto sollevò molte polemiche e resistenze; malgrado ciò la piramide e l'atrio sotterraneo furono inaugurati il 15 ottobre 1988 e completati nel 1989.
La seconda fase del piano, comprendente la Pyramide Inversée che illumina il Carrousel, fu completata nel 1993, in occasione del bicentenario del museo. Nello stesso anno fu aperta anche l'ala Richelieu, in precedenza occupata da uffici direzionali del Ministero delle Finanze, dopo molte resistenze allo spostamento nei nuovi uffici di Bercy. Nel 2002 la presenza di visitatori era già raddoppiata rispetto all'apertura della piramide.

### Il Louvre-Lens
Dal momento che molte delle opere della collezione del Museo del Louvre sono state esposte solo all'interno delle loro sezioni museali - e alcune di esse vi si trovano da circa duecento anni - è stato deciso di creare una sede staccata lontana da Parigi, per sperimentare gli esiti dell'allestimento di nuove esposizioni e per permettere la visione di alcune opere a un pubblico più vasto. Il patrimonio artistico della nuova sede - precisamente a Lens, nel nord della Francia - è composto da opere che attualmente fanno parte dell'esposizione permanente del Louvre e non, come molti pensano, da opere da molto tempo dimenticate nei magazzini sotterranei. Vengono esposte fianco a fianco opere di tutte le epoche e di tutte le culture, con l'intenzione di creare un nuovo modo di concepire l'esperienza di una visita al museo. Il Louvre-Lens è stato inaugurato nel 2012, con un costo totale di 150 milioni di euro e una superficie di 28000 m².

## Direzione
Il Museo del Louvre è stato per lungo tempo gestito dallo Stato, affidato alla Réunion des Musées Nationaux; recentemente invece al Museo è stato concesso un certo potere di autogestione configurandolo come un Établissement Public Autonome, allo scopo di razionalizzare e migliorare il suo sviluppo.

### Direttori
In passato il direttore del Louvre era noto con il nome di "Conservateur", mentre attualmente viene definito "Président directeur général". Questi i direttori che si sono succeduti nel tempo, e in particolare nel XX secolo:
- Dominique Vivant: 1804-1815
- Albert Kaempfen: 1887-1904
- Théophile Homolle: 1904-1911
- Eugène Pujalet: 1911-1913
- Henri Marcel: 1913-1919
- Jean Balluet d'Estournelles de Constant: 1919-1926
- Henri Verne: 1926-1939
- Jacques Jaujard: 1940-1944
- Georges Sales: 1945-1957
- Edmond Sidet: 1957-1960
- Henri Seyrig: 1960-1962
- Jean Chatelain: 1962-1968
- André Parrot: 1968-1972
- Emmanuel de Margerie: 1975-1977
- Hubert Landais: 1977-1986
- Michel Delignat-Lavaud: 1986-1987
- Michel Laclotte: 1987-1994
- Pierre Rosenberg: 1994-2001
- Henri Loyrette: 2001-2013
- Jean-Luc Martinez: 2013-oggi[24]

### Patrimonio
Secondo il resoconto annuale del 2005 i pezzi di proprietà del museo si dividono come segue:
- 100 000 pezzi di archeologia mediorientale
- 55 000 pezzi di archeologia egizia (la più numerosa del mondo dopo quella del Museo egizio di Torino e del Museo egizio del Cairo)
- 45 000 pezzi di archeologia greca, etrusca e romana
- 10 000 pezzi di arte islamica
- 6 550 pezzi di sculture
- 20 704 pezzi di arti decorative
- 11 900 dipinti
- 183 500 pezzi di stampe e disegni

## Le maggiori opere
Il museo contiene alcuni dei maggiori capolavori della storia dell'arte, tra cui:

### Arte antica
Civiltà orientali
- Stele degli avvoltoi, 2500 a.C. circa
- Stele di Naram-Sin, 2254-2218 a.C. circa
- Gudea seduto, 2125-2110 a.C. circa
- Codice di Hammurabi, 1792-1750 a.C. circa (cronologia media)
- Adoratore di Larsa, 1792-1750 a.C. circa (cronologia media)
- Lamassu dal palazzo di Khorsabad, 721-705 a.C. circa

Arte egizia
- Stele di re Djet, 3000 a.C. circa
- Scriba seduto, 2620-2350 a.C. circa
- Djedefra in quarzite, 2560 a.C. circa
- Nefti in diorite, 1380-1350 a.C. circa
- Ramses VI su ostrakon, 1140 a.C. circa
- Heresankh, 300 a.C. circa
- Anello di Tolomeo VI, II secolo a.C.
- Faraone tolemaico in basalto, II/I secolo a.C. circa

Arte greca
- Dama di Auxerre, VII secolo a.C.
- Dinos del Pittore della Gorgone, 580 a.C.
- Hera di Samo, 570-560 a.C. circa
- Testa del Cavaliere Rampin, 550 a.C. circa
- Anfora di Andokides, 530 a.C. circa
- Skopas, Pothos, 420-340 a.C.
- Da Prassitele, Apollo sauroctono, 350 a.C. circa
- Nike di Samotracia, II secolo a.C.
- Venere di Milo, 100 a.C. circa

Arte romana
- Parti dell'Ara di Domizio Enobarbo, 113 a.C.
- Spinario, I secolo a.C.
- Epigrafe di Iulia Florentina, IV secolo
- Diana cacciatrice, I-II secolo

### Scuola italiana
Andrea del Sarto
- Madonna degli Angeli, 1516
- Carità, 1518

Antonello da Messina
- Ritratto di giovane condottiero, 1475
- Cristo alla colonna, 1476 circa

Beato Angelico
- Incoronazione della Vergine, 1434-1435
- Crocefissione con i dolenti e san Domenico, 1435 circa
- Decapitazione dei santi Cosma e Damiano, 1438-1443

Fra Bartolomeo
- Minerva, 1490-1495 circa
- Matrimonio mistico di santa Caterina da Siena, 1509

Giovanni Battista Pittoni
- Consegna delle chiavi (Pittoni)
- Continenza di Scipione (Pittoni) (1733-1735)
- Susanna e i vecchioni (Pittoni) (1723-1725)
- Monumento allegorico in memoria dell’Arcivescovo John Tillotson (1630-1694) (1726-1727)
- Bacco e Arianna (1720-1725)
- Marte e Venere (1720-1725)
- Polissena di fronte alla Tomba di Achille

Giovanni Bellini
- Cristo benedicente, 1460 circa

Jacopo Bellini
- Madonna dell'Umiltà adorata da un principe della casata Estense, 1440-1445 circa

Benedetto da Maiano
- Busto di Filippo Strozzi, 1476

Sandro Botticelli
- Venere e le tre Grazie offrono doni a una giovane, 1486 circa
- Giovane introdotto tra le Arti Liberali, 1486 circa

Carlo Braccesco
- Trittico dell'Annunciazione, fine del XV secolo

Antonio Canova
- Amore e Psiche, 1793

Caravaggio
- Buona ventura, 1596-1597
- Morte della Vergine, 1604
- Ritratto di Alof de Wignacourt, 1608

Vittore Carpaccio
- Predica di santo Stefano, 1514

Annibale Carracci
- Resurrezione di Cristo, 1593

Cima da Conegliano
- Madonna col Bambino in trono tra i santi Giovanni Battista e Maria Maddalena, 1513 circa
- Madonna col Bambino, 1504-1507

Cimabue
- Maestà del Louvre, 1280 circa

Correggio
- Matrimonio mistico di santa Caterina d'Alessandria alla presenza di san Sebastiano, 1527 circa
- Venere e Amore spiati da un satiro, 1528 circa
- Allegoria della Virtù, 1531 circa
- Allegoria del Vizio, 1531 circa

Carlo Crivelli
- San Giacomo della Marca, 1477

Lorenzo Costa il Vecchio
- Isabella d'Este nel regno di Armonia, 1505-1506

Giovanni De Martino
Gentile da Fabriano
- Presentazione al Tempio, 1423

Domenico Ghirlandaio
- Ritratto di vecchio con nipote, 1490 circa
- Visitazione, 1491

Giotto
- Stigmate di San Francesco, 1290-1300
- Crocifisso (attr.), 1315 circa

Luca Giordano
- Morte di Seneca, 1684
- Sposalizio della Vergine, 1688
- Adorazione dei pastori, 1688 circa

Guercino
- Lacrime di san Pietro noto anche come La vergine con san Pietro piangente, 1647

Guido da Siena
- Natività, 1280 circa
- Presentazione al Tempio, 1280 circa

Leonardo da Vinci
- Vergine delle rocce, 1483-1486
- Ritratto di dama (La Belle Ferronnière), 1490-1495 circa
- Ritratto di Isabella d'Este, 1500
- Monna Lisa detta anche La Gioconda, 1503-1506
- San Giovanni Battista, 1508-1513 circa
- Sant'Anna, la Vergine e il Bambino con l'agnellino, 1510-1513 circa
- Bacco, 1510-1515 circa

Jacopo de' Barbari
- Madonna col Bambino tra i santi Giovanni Battista e Antonio Abate

Lorenzo di Credi o Leonardo da Vinci
- Annunciazione 598, 1475-1478 circa

Filippino Lippi
- Storie di Virginia, 1478-1480 circa

Lorenzo Lotto
- San Girolamo penitente, 1506 circa
- Cristo portacroce, 1526
- Sacra Famiglia con la famiglia del Battista, 1536 circa

Francesco Laurana
- Busto di principessa, 1468 circa

Maestro di San Francesco
- Crocifisso del Louvre, 1260 circa

Andrea Mantegna
- Crocifissione, 1457-1459
- San Sebastiano, 1456-1459
- Madonna della Vittoria, 1495-1496
- Parnaso, 1497
- Trionfo della Virtù, 1499-1502

Carlo Maratta
- Amorini con ghirlande di fiori
- Madonna col Bambino e angeli musicanti
- Ritratto di Maria Maddalena Rospigliosi

Moretto
- Due coppie di santi dal polittico dell'Assunta, 1529-1530

Michelangelo Buonarroti
- Schiavo morente, 1513
- Schiavo ribelle, 1513

Marco Palmezzano
- Cristo morto sostenuto da due angeli, 1510

Parmigianino
- Matrimonio mistico di santa Caterina d'Alessandria, 1529 circa

Perugino
- Apollo e Marsia, 1490-1492
- Tondo della Vergine col Bambino tra due sante e due angeli, 1490-1492
- Madonna col Bambino tra i santi Giovanni Battista e Caterina d'Alessandria, 1494 circa
- San Sebastiano, 1495 circa
- Lotta tra Amore e Castità, 1503

Piero della Francesca
- Ritratto di Sigismondo Pandolfo Malatesta, 1451-1460

Piero di Cosimo
- Madonna col Bambino

Pisanello
- Ritratto di principessa estense, 1435-1445

Pontormo
- Ritratto di un gioielliere, 1517-1518 circa
- Madonna col Bambino, sant'Anna e quattro santi, 1528-1529 circa

Raffaello
- Angelo, 1500-1501
- San Michele e il drago, 1505 circa
- San Giorgio e il drago, 1505 circa
- Belle Jardinière, 1507
- Madonna del Diadema blu, 1510-1511 circa
- Ritratto di Baldassarre Castiglione, 1514-1515
- Dio Padre benedicente tra due angeli (atelier), 1515-1520
- San Giovannino nel deserto, 1516-1517 circa (bottega)
- San Michele sconfigge Satana, 1518
- Sacra Famiglia di Francesco I, 1518
- Ritratto di Dona Isabel de Requesens, terminato da Giulio Romano, 1518
- Santa Margherita, 1518
- Autoritratto con un amico, 1518-1519
- Piccola Sacra Famiglia (bottega), 1518-1519
- Abbondanza (bottega), 1518-1519

Rosso Fiorentino
- Pietà, 1537-1540 circa

Savoldo
- Ritratto di Gaston de Foix, 1529 circa

Luca Signorelli
- Natività del Battista, 1485-1490 circa
- Adorazione dei Magi, 1495 circa

Andrea Solario
- Testa di Giovanni Battista, 1507

Tiziano
- Donna allo specchio, 1512-1515 circa
- Ritratto d'uomo, 1523 circa
- Uomo dal guanto, 1523 circa
- Deposizione di Cristo, 1525 circa
- Madonna del Coniglio, 1530 circa
- San Girolamo penitente, 1531 circa
- Allegoria coniugale, 1532 circa
- Venere del Pardo, 1540 circa
- Incoronazione di spine, 1542-1543 circa

Paolo Uccello
- Battaglia di San Romano, pannello con Intervento decisivo a fianco dei fiorentini di Michele Attendolo, 1438 circa

Paolo Veronese
- Le nozze di Cana, 1563
- Resurrezione della figlia di Giairo, 1546 ca.
- Cena in Emmaus, 1559 ca.
- Crocifissione, 1520 ca.

Marco Zoppo
- Madonna del Latte, 1453-1455

### Scuola francese
Sconosciuto
- Altare di Boulbon, 1450 circa

Henri Bellechose
- Trinità e storie di San Dionigi, 1416

François Boucher
- Diana al bagno, 1742
- L'odalisca bruna, 1745 circa

Paul Cézanne
- Cortile di fattoria a Auvers, 1879 circa

Jean-Siméon Chardin
- Bambino con una trottola, 1738

Jean Clouet
- Ritratto di Francesco I, 1530 circa

Jean-Baptiste-Camille Corot
- Ricordo di Mortefontaine, 1864

Jacques-Louis David
- Combattimento di Minerva contro Marte, 1771
- Il giuramento degli Orazi, 1784
- I littori riportano a Bruto i corpi dei suoi figli, 1789
- Le Sabine, 1794-1799
- Madame Récamier, 1800
- L'incoronazione di Napoleone, 1805-1807

Edgar Degas
- Case sul mare, 1869

Eugène Delacroix
- La barca di Dante, 1822
- Il massacro di Scio, 1824
- La morte di Sardanapalo, 1827
- La libertà che guida il popolo, 1830
- Donne di Algeri nei loro appartamenti, 1834
- Ingresso dei crociati a Costantinopoli, 1840

Georges de La Tour
- San Giuseppe falegname, 1642 circa

Jean-Honoré Fragonard
- La serratura, 1777 circa

Jean Fouquet
- Ritratto di Carlo VII, 1444-1450
- Ritratto di Guillaume Jouvenel des Ursins, 1460-1465
- Medaglione con autoritratto dal Dittico di Melun, 1450-1455 circa

Théodore Géricault
- La zattera della Medusa, 1819

Jean-Auguste-Dominique Ingres
- Mademoiselle Caroline Rivière, 1806
- La bagnante di Valpinçon, 1808
- La grande odalisca, 1814
- Ruggero libera Angelica, 1819
- Apoteosi di Omero, 1827
- Luigi Cherubini e la musa della poesia lirica, 1842
- Giovanna d'Arco all'incoronazione di Carlo VII, 1854
- Il bagno turco (Ingres), 1862

Claude Lorrain
- Sbarco di Cleopatra a Tarso, 1642-1643

Nicolas Poussin
- Ispirazione del poeta, 1620-1630 circa
- Ratto delle Sabine, 1637-1638

Enguerrand Quarton
- Pietà di Villeneuve-lès-Avignon, 1455 circa

Scuola di Fontainebleau
- Gabrielle d'Estrées e sua sorella al bagno, 1594 circa

Antoine Watteau
- Pellegrinaggio a Citera, 1717
- Gilles, 1718-1719

Nicolas Dipre
- Presentazione di Maria al Tempio, 1500 circa

### Scuola fiamminga e olandese
Rogier van der Weyden
- Trittico dell'Annunciazione (scomparto centrale), 1434 circa

Hieronymus Bosch
- Nave dei folli, 1494 circa

Bruegel il Vecchio
- Gli storpi, 1568

Jan van Eyck
- Madonna del cancelliere Rolin, 1435 circa

Jan Cossiers
- Ecce Homo, 1620 circa

Rembrandt
- Filosofo in meditazione, 1632
- Betsabea con la lettera di David, 1654
- Bue macellato, 1655
- Autoritratto al cavalletto, 1660

Peter Paul Rubens
- Ercole e Onfale, 1603
- Ciclo di Maria de' Medici, 1622-1625
- Kermesse fiamminga, 1635-1638
- Hélène Fourment con due dei suoi figli, 1636 circa

Jan Vermeer
- Astronomo, 1668
- Merlettaia, 1669 circa

### Scuola spagnola
Bartolomé Esteban Murillo
- Giovane mendicante, 1645-1651 circa

Jusepe de Ribera
- Lo storpio, 1642

Diego Velázquez
- Infanta Margherita, 1653

Francisco de Zurbarán
- Esposizione del corpo di san Bonaventura, 1629

### Scuola tedesca
Albrecht Dürer
- Autoritratto con fiore d'eringio, 1493

Lucas Cranach il Vecchio
- Tre Grazie, 1531

### Scuola inglese
Joshua Reynolds
- Ritratto di Francis George Hare, 1788-1789 circa

### Oggetti d'arte
- Avorio Barberini, prima metà del VI secolo
- Aquila di Suger, ante 1147